# Travesti

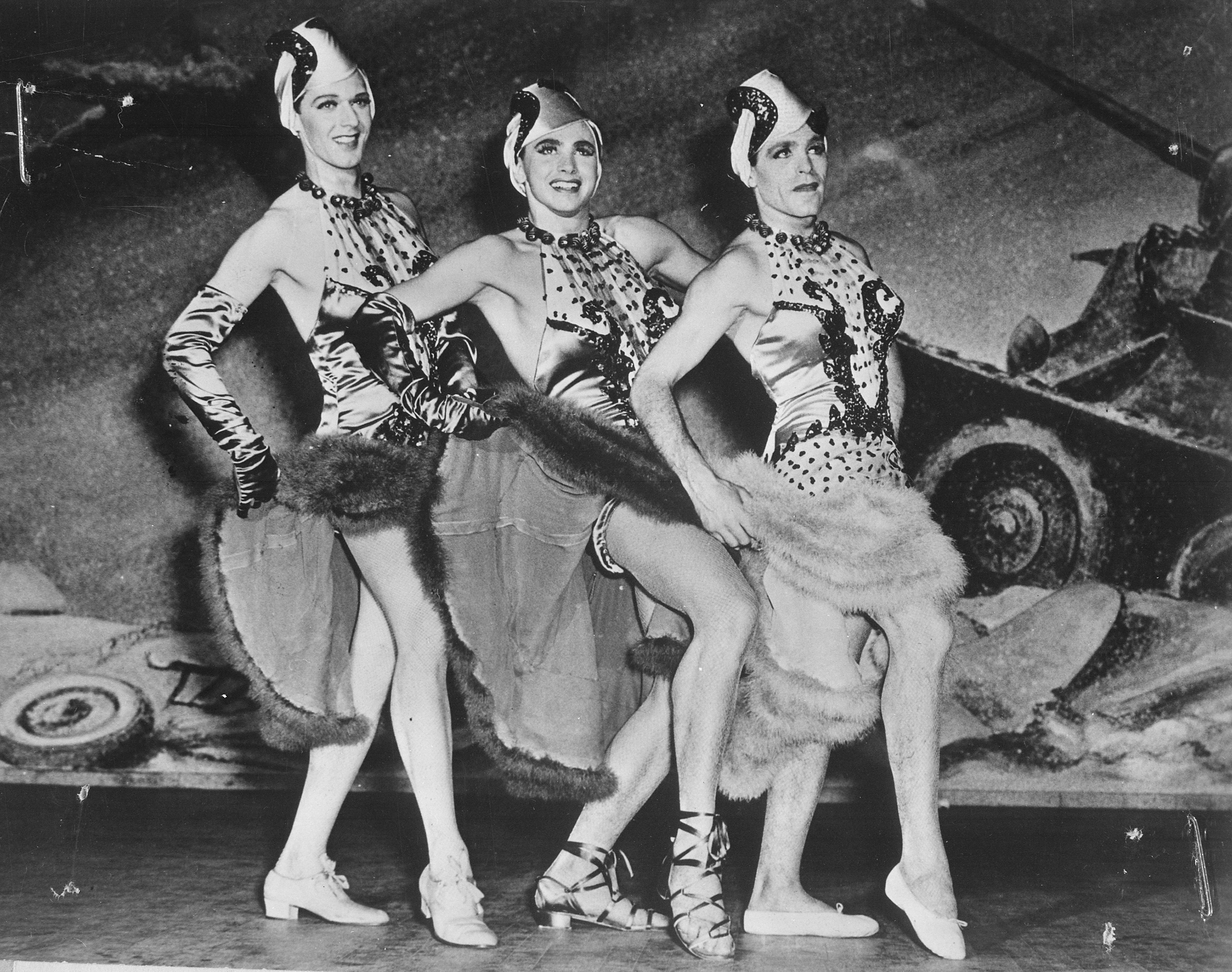
Dansatori în travesti, 1942

Travesti este interpretarea unui rol potrivit unuia dintre cele două sexe de către un reprezentant al celuilalt sex. Similar, expresia în travesti se referă la deghizarea unui individ pentru a juca un rol opus sexului său. 
Conform DEX-ului, "travestiul este interpretarea unui rol masculin de către o femeie, respectiv interpretarea unui rol feminin de către un bărbat".
Travesti nu are legătură cu orientarea sexuală sau romantică, identitatea de gen sau sexul, fiind noțiuni diferite. Travesti e mai în strânsă legătură cu exprimarea de gen, dar nu obligatoriu. Travesti nu are legătură cu persoanele născute transgen.

## Scurt istoric
Prima documentare a apariției travestiului a apărut încă din perioada teatrului antic grec când era considerată o blasfemie întruchiparea și jucarea anumitor personaje de către femei. Așadar, toate personajele la vremea respectivă erau interpretate numai de barbați, unii dintre aceștia interpretând, evident, roluri în travesti.
Între 1600 și 1800, când a apărut și s-a dezvoltat commedia dell'arte, caracterizată ca o formă de improvizație teatrală dar cu personaje de dinainte stabilite, travestiul a fost folosit frecvent pentru îngroșa și pastișa caractere, sentimente și situații des întâlnite.
Elemente de travesti au apărut și în cultura japoneză, folosindu-se frecvent această metodă de deghizare în diferite ocazii, dar în special în teatrul de tip Kabuki. Similar cu sugestiile și practicile regizorale ale dramaturgului englez William Shakespeare, unele rolurile feminine erau jucate de tineri îmbrăcați în femei, stârnind râsul și aplauzele spectatorilor.
În România travestiul își are originile în formele străvechi ale spectacolelor populare, iar ulterior a fost dezvoltat în teatrul cult de către marele actor Matei Millo și, ulterior, de către Miluță Gheorghiu, ambii creând memorabile personaje feminine, dintre care Coana Chirița este cel mai cunoscut.

## Tipuri de travesti și de spectacole în travesti
„Drag queen” sunt interpreți, actori, artiști, de obicei bărbați, care se îmbracă potrivit sexului opus, dar exagerat, și care, în principal, parodiează diferite staruri la modă.
Ei cântă sau mimează melodiile acestora, dansează și au momente umoristice.